# 五溴乙烷
五溴乙烷是一种有机化合物，化学式为C2HBr5。它可由三溴乙烯和干燥的氧气反应，蒸去生成的二溴乙酰溴后得到。三溴乙烯和60% HNO3加热反应，也会有五溴乙烷生成。它可用于在有机化合物中引入三溴甲基。